# نوروز فوتبالی
نوروز فوتبالی یک برنامه تلویزیونی زنده درباره فوتبال برای گزینش برترین‌های سال فوتبال ایران است که هر سال در نوروز از شبکه ورزش صدا و سیما جمهوری اسلامی، پخش می‌شود. این برنامه از سال ۱۴۰۳ با اجرای مهدی توتونچی و محمد میر پخش می‌شود، به گزینش بهترین‌های سال گذشته فوتبال ایران با رای بینندگان خود و کارشناسان می‌پردازد.
در نوروز هر روز ساعت ۱۴ برنامه زنده «نوروز فوتبالی» با دعوت از پیشکسوتان، مربیان و بازیکنان فوتبال ایرانی و پخش صحنه‌های جذاب از دیدارهای فوتبال کشور با هدف معرفی بهترین‌های لیگ بخش‌هایی دارد.
در این بیرنامه برترین بازیکن با دو نوع رای داوران و مردمی  مشخص میشود.

## پیشینه

### سابقه
اولین برنامه نوروز فوتبالی در تاریخ ۱ فروردین ۱۳۹۵ روی آنتن شبکه ورزش رفت و تاکنون ۱۰ فصل داشته‌ و مجموعأ ۱۳۷ قسمت از این برنامه پخش شده است.

### پخش
این برنامه هر سال در ایام نوروز ساعت ۱۴:۰۰ از شبکه ورزش پخش می‌شود.

### اجرا
مجریان این برنامه مهدی توتونچی و محمد میر است.

## درون‌مایه

### روند برنامه
برنامه نوروز فوتبالی هر سال در نوروز روی آنتن شبکه ورزش می‌رود و به انتخاب بهترین‌های سال گذشته فوتبال ایران با آرای مردمی و کارشناسان می‌پردازد. این برنامه به گفتگو با بهترین‌های سال گذشته فوتبال ایران و به پخش آیتم‌های مختلف فوتبالی می‌پردازد. در آخرین قسمت برنامه، تیم منتخب سال بر اساس آرا معرفی می‌شود.

### بخش‌های برنامه
- انتخاب نامزدها توسط کمیته انتخاب:

در این بخش نامزدهای هر پست در فوتبال ایران با انتخاب مربیان کمیته انتخاب معرفی می‌شوند.
- نظرسنجی:

در این بخش مردم می‌توانند با فرستادن کد هر بازیکن به ۳۰۰۰۰۹۲۰ به نامزدهای هر پست برای انتخاب بهترین رأی بدهند.
- روبیکا

در این بخش مردم می‌توانند با مراجعه به برنامه روبیکا و صفحه نوروز فوتبالی، در این پیام‌رسان هم به نامزدهای هر پست برای انتخاب بهترین رأی بدهند.
- معرفی نامزدها:

در این بخش، نامزدهای انتخاب شده توسط کمیته انتخاب برای رأی‌گیری به صورت مختصر معرفی می‌شوند و خلاصه‌ای از عملکرد آن‌ها در سال گذشته بررسی می‌شود.
- آیتم‌ها:

در این بخش، آیتم‌هایی از تیم‌ها، بازیکنان و مربیان فوتبال پخش می‌شود.
- میهمان:

در هر قسمت از برنامه مربیان و بازیکنان نامزد شده برای رأی‌گیری به برنامه دعوت می‌شوند و دربارهٔ مسایل مختلف با مجریان به گفتگو می‌نشینند.

## بهترین‌های سال ۱۳۹۴

### آرای مردمی
- بهترین دروازه‌بان: سید مهدی رحمتی (استقلال)
- بهترین مدافع راست: رامین رضاییان (پرسپولیس)
- بهترین مدافع میانی: سید جلال حسینی (نفت) و محمدحسین کنعانی‌زادگان (ملوان)
- بهترین مدافع چپ: محمد انصاری (پرسپولیس)
- بهترین هافبک دفاعی: کمال کامیابی‌نیا (پرسپولیس) و امید ابراهیمی (استقلال)
- بهترین هافبک راست: جابر انصاری (استقلال)
- بهترین هافبک نفوذی: محسن مسلمان (پرسپولیس)
- بهترین هافبک چپ: امید عالیشاه (پرسپولیس)
- بهترین مهاجم: مهدی طارمی (پرسپولیس)
- بهترین سرمربی: برانکو ایوانکوویچ (پرسپولیس)
- بهترین داور: علیرضا فغانی

## بهترین‌های سال ۱۳۹۵

### آرای مردمی
- بهترین دروازه‌بان: سید مهدی رحمتی (استقلال)
- بهترین مدافع راست: وریا غفوری (استقلال)
- بهترین مدافع میانی: سید جلال حسینی (پرسپولیس) و لئاندرو پادوانی (استقلال)
- بهترین مدافع چپ: میلاد زکی‌پور (استقلال)
- بهترین هافبک دفاعی: امید ابراهیمی (استقلال)
- بهترین هافبک راست: رامین رضاییان (پرسپولیس)
- بهترین هافبک نفوذی: فرشید اسماعیلی (استقلال)
- بهترین هافبک چپ: وحید امیری (پرسپولیس)
- بهترین مهاجم: مهدی طارمی (پرسپولیس) و کاوه رضایی (استقلال)
- بهترین سرمربی: علیرضا منصوریان (استقلال)

## بهترین‌های سال ۱۳۹۶

### آرای مردمی
- بهترین دروازه‌بان: سید حسین حسینی (استقلال)
- بهترین مدافع راست: وریا غفوری (استقلال)
- بهترین مدافع میانی: سید جلال حسینی (پرسپولیس) و روزبه چشمی (استقلال)
- بهترین مدافع چپ: امید نورافکن (استقلال)
- بهترین هافبک دفاعی: امید ابراهیمی (استقلال) و کمال کامیابی‌نیا (پرسپولیس)
- بهترین هافبک راست: داریوش شجاعیان (استقلال)
- بهترین هافبک نفوذی: سرور جباروف (استقلال)
- بهترین هافبک چپ: وحید امیری (پرسپولیس)
- بهترین مهاجم: علی علیپور (پرسپولیس)
- بهترین سرمربی: برانکو ایوانکوویچ (پرسپولیس)

## بهترین‌های سال ۱۳۹۷

### آرای مردمی
- بهترین دروازه‌بان: علیرضا بیرانوند (پرسپولیس)
- بهترین مدافع راست: وریا غفوری (استقلال)
- بهترین مدافع میانی: سید جلال حسینی (پرسپولیس) و محمد دانشگر (استقلال)
- بهترین مدافع چپ: محمد انصاری (پرسپولیس)
- بهترین هافبک دفاعی: کمال کامیابی‌نیا (پرسپولیس) و فرشید باقری (استقلال)
- بهترین هافبک راست: سیامک نعمتی (پرسپولیس)
- بهترین هافبک نفوذی: آیاندا پاتوسی (استقلال)
- بهترین هافبک چپ: فرشید اسماعیلی (استقلال)
- بهترین مهاجم: علی علیپور (پرسپولیس)
- بهترین سرمربی: برانکو ایوانکوویچ (پرسپولیس)

## بهترین‌های سال ۱۳۹۸
در این سال بهترین های سال با آرای کارشناسان و مردمی یکی می‌شود

### بهترین دروازه‌بان
| رتبه          | نام             | باشگاه     | امتیاز     |
| فینالیست‌ها    | فینالیست‌ها      | فینالیست‌ها | فینالیست‌ها |
| ------------- | --------------- | ---------- | ---------- |
| ۱             | پیام نیازمند    | سپاهان     | ۱۸         |
| ۲             | علیرضا بیرانوند | پرسپولیس   | ۱۷         |
| ۳             | حسین حسینی      | استقلال    | ۱۵         |
| نامزدهای دیگر |                 |            |            |
| ۴             | محمدرشید مظاهری | تراکتور    | ۱۲         |
| ۵             | سید مهدی رحمتی  | شهر خودرو  | ۹          |

### بهترین مدافع راست
| رتبه          | نام               | باشگاه     | امتیاز     |
| فینالیست‌ها    | فینالیست‌ها        | فینالیست‌ها | فینالیست‌ها |
| ------------- | ----------------- | ---------- | ---------- |
| ۱             | وریا غفوری        | استقلال    | ۲۰         |
| ۲             | مهدی شیری         | پرسپولیس   | ۱۶         |
| ۳             | دانیال اسماعیلی‌فر | ذوب‌آهن     | ۱۳         |
| نامزدهای دیگر |                   |            |            |
| ۴             | مرتضی منصوری      | سپاهان     | ۱۱         |
| ۵             | مهدی تیکدری       | تراکتور    | ۱۱         |

### بهترین مدافع میانی
| رتبه          | نام            | باشگاه     | امتیاز     |
| فینالیست‌ها    | فینالیست‌ها     | فینالیست‌ها | فینالیست‌ها |
| ------------- | -------------- | ---------- | ---------- |
| ۱             | شجاع خلیل‌زاده  | پرسپولیس   | ۱۸         |
| ۲             | سید جلال حسینی | پرسپولیس   | ۱۴         |
| ۳             | محمد دانشگر    | استقلال    | ۱۳         |
| نامزدهای دیگر |                |            |            |
| ۴             | محمد طیبی      | سپاهان     | ۱۲         |
| ۵             | روزبه چشمی     | استقلال    | ۹          |
| ۶             | ایمان سلیمی    | تراکتور    | ۷          |
| ۷             | ایوب والی      | فولاد      | ۶          |
| ۸             | محمد اهل شاخه  | صنعت نفت   | ۳          |
| ۹             | هادی محمدی     | ذوب‌آهن     | ۲          |

### بهترین مدافع چپ
| رتبه          | نام          | باشگاه     | امتیاز     |
| فینالیست‌ها    | فینالیست‌ها   | فینالیست‌ها | فینالیست‌ها |
| ------------- | ------------ | ---------- | ---------- |
| ۱             | محمد نادری   | پرسپولیس   | ۱۸         |
| ۲             | مهدی ترکمان  | سپاهان     | ۱۶         |
| ۳             | هروویه میلیچ | استقلال    | ۱۶         |
| نامزدهای دیگر |              |            |            |
| ۴             | عقیل کعبی    | صنعت نفت   | ۱۰         |
| ۵             | مجتبی ممشلی  | نساجی      | ۱۰         |

### بهترین هافبک دفاعی
| رتبه          | نام           | باشگاه     | امتیاز     |
| فینالیست‌ها    | فینالیست‌ها    | فینالیست‌ها | فینالیست‌ها |
| ------------- | ------------- | ---------- | ---------- |
| ۱             | احمد نوراللهی | پرسپولیس   | ۱۸         |
| ۲             | احسان حاج‌صفی  | تراکتور    | ۱۷         |
| ۳             | مسعود ریگی    | استقلال    | ۱۶         |
| نامزدهای دیگر |               |            |            |
| ۴             | امید نورافکن  | سپاهان     | ۱۱         |
| ۵             | اکبر صادقی    | شهر خودرو  | ۸          |

### بهترین هافبک راست
| رتبه          | نام             | باشگاه         | امتیاز     |
| فینالیست‌ها    | فینالیست‌ها      | فینالیست‌ها     | فینالیست‌ها |
| ------------- | --------------- | -------------- | ---------- |
| ۱             | وحید امیری      | پرسپولیس       | ۲۰         |
| ۲             | اشکان دژاگه     | تراکتور        | ۱۶         |
| ۳             | محمدرضا حسینی   | سپاهان         | ۱۵         |
| نامزدهای دیگر |                 |                |            |
| ۴             | حسین ابراهیمی   | نفت مسجدسلیمان | ۱۱         |
| ۵             | مهرداد هدایتیان | فولاد          | ۹          |

### بهترین هافبک نفوذی
| رتبه          | نام          | باشگاه     | امتیاز     |
| فینالیست‌ها    | فینالیست‌ها   | فینالیست‌ها | فینالیست‌ها |
| ------------- | ------------ | ---------- | ---------- |
| ۱             | علی کریمی    | استقلال    | ۱۸         |
| ۲             | بشار رسن     | پرسپولیس   | ۱۶         |
| ۳             | قاسم حدادی‌فر | ذوب‌آهن     | ۱۴         |
| نامزدهای دیگر |              |            |            |
| ۴             | محمد نوری    | پارس جنوبی | ۱۴         |
| ۵             | سعید واسعی   | پیکان      | ۸          |

### بهترین هافبک چپ
| رتبه          | نام           | باشگاه     | امتیاز     |
| فینالیست‌ها    | فینالیست‌ها    | فینالیست‌ها | فینالیست‌ها |
| ------------- | ------------- | ---------- | ---------- |
| ۱             | مهدی ترابی    | پرسپولیس   | ۲۰         |
| ۲             | محمد محبی     | سپاهان     | ۱۷         |
| ۳             | حسین مالکی    | شاهین      | ۱۴         |
| نامزدهای دیگر |               |            |            |
| ۴             | پوریا آریاکیا | پارس جنوبی | ۱۱         |
| ۵             | حسن بیت‌سعید   | فولاد      | ۱۱         |

### بهترین مهاجم
| رتبه          | نام              | باشگاه     | امتیاز     |
| فینالیست‌ها    | فینالیست‌ها       | فینالیست‌ها | فینالیست‌ها |
| ------------- | ---------------- | ---------- | ---------- |
| ۱             | مهدی قایدی       | استقلال    | ۱۹         |
| ۲             | شیخ دیاباته      | استقلال    | ۱۴         |
| ۳             | علی علیپور       | پرسپولیس   | ۱۴         |
| نامزدهای دیگر |                  |            |            |
| ۴             | عیسی آل‌کثیر      | صنعت نفت   | ۱۱         |
| ۵             | شهریار مغانلو    | پیکان      | ۸          |
| ۶             | امیرارسلان مطهری | استقلال    | ۸          |
| ۷             | ساسان انصاری     | تراکتور    | ۵          |
| ۸             | کیروس استنلی     | سپاهان     | ۴          |
| ۹             | یونس شاکری       | گل‌گهر      | ۲          |

آن هایی که روی نامشان رنگ زرد است به تیم منتخب سال نوروز فوتبالی راه یافته اند.

### بهترین سرمربی
| رتبه | نام                | باشگاه         | امتیاز |
| ---- | ------------------ | -------------- | ------ |
| ۱    | یحیی گل‌محمدی       | پرسپولیس       | ۱۸     |
| ۲    | آندره‌آ استراماچونی | استقلال        | ۱۷     |
| ۳    | امیر قلعه‌نویی      | سپاهان         | ۱۴     |
| ۴    | مهدی تارتار        | نفت مسجدسلیمان | ۱۲     |
| ۵    | جواد نکونام        | فولاد          | ۱۰     |

### بهترین داور
| رتبه | نام           | امتیاز |
| ---- | ------------- | ------ |
| ۱    | بیژن حیدری    | ۲۰     |
| ۲    | مهدی سیدعلی   | ۱۵     |
| ۳    | وحید کاظمی    | ۱۳     |
| ۴    | پیام حیدری    | ۱۳     |
| ۵    | امیر عرب‌براقی | ۱۰     |

### بهترین بازیکن
| رتبه          | نام           | باشگاه     | درصد آرا   |
| فینالیست‌ها    | فینالیست‌ها    | فینالیست‌ها | فینالیست‌ها |
| ------------- | ------------- | ---------- | ---------- |
| ۱             | مهدی ترابی    | پرسپولیس   | ۴۲/۷۹٪     |
| ۲             | وریا غفوری    | استقلال    | ۲۰/۹۳٪     |
| ۳             | مهدی قایدی    | استقلال    | ۱۷/۹۴٪     |
| نامزدهای دیگر |               |            |            |
| ۴             | شجاع خلیل‌زاده | پرسپولیس   | ۶/۹۵٪      |
| ۵             | پیام نیازمند  | سپاهان     | ۳/۷۵٪      |
| ۶             | وحید امیری    | پرسپولیس   | ۳/۲۴٪      |
| ۷             | احمد نوراللهی | پرسپولیس   | ۱/۹۱٪      |
| ۸             | علی کریمی     | استقلال    | ۱/۵۱٪      |
| ۹             | محمد نادری    | پرسپولیس   | ۰/۹۸٪      |

## بهترین‌های سال ۱۳۹۹

### آرای کارشناسان
- بهترین دروازه‌بان: حامد لک (پرسپولیس)
- بهترین مدافع راست: وریا غفوری (استقلال)
- بهترین مدافع میانی: سید جلال حسینی (پرسپولیس) و موسی کولیبالی (فولاد)
- بهترین مدافع چپ: امید نورافکن (سپاهان)
- بهترین هافبک دفاعی: احمد نوراللهی (پرسپولیس) و مسعود ریگی (استقلال)
- بهترین هافبک هجومی: طالب ریکانی (صنعت نفت)
- بهترین گوش راست: محمدرضا حسینی (سپاهان)
- بهترین گوش چپ: مهدی قایدی (استقلال)
- بهترین مهاجم: سجاد شهباززاده (سپاهان)
- بهترین سرمربی: یحیی گل‌محمدی (پرسپولیس)
- بهترین تیم: پرسپولیس
- بهترین داور: مهدی سیدعلی
- بهترین بازیکن: سید جلال حسینی (پرسپولیس)

### آرای مردمی
- بهترین دروازه‌بان: حامد لک (پرسپولیس)
- بهترین مدافع راست: وریا غفوری (استقلال)
- بهترین مدافع میانی: سید جلال حسینی (پرسپولیس) و سیاوش یزدانی (استقلال)
- بهترین مدافع چپ: سعید آقایی (پرسپولیس)
- بهترین هافبک دفاعی: احمد نوراللهی (پرسپولیس) و مسعود ریگی (استقلال)
- بهترین هافبک هجومی: وحید امیری (پرسپولیس)
- بهترین گوش راست: مهدی ترابی (پرسپولیس)
- بهترین گوش چپ: امید عالیشاه (پرسپولیس)
- بهترین مهاجم: عیسی آل کثیر (پرسپولیس)
- بهترین سرمربی: یحیی گل‌محمدی (پرسپولیس)
- بهترین تیم: پرسپولیس
- بهترین بازیکن: سید جلال حسینی (پرسپولیس)

## بهترین‌های سال ۱۴۰۰

### آرای کارشناسان
- بهترین دروازه بان: سید حسین حسینی (استقلال)
- بهترین مدافع راست: دانیال اسماعیلی‌فر (سپاهان)
- بهترین مدافع چپ: امید نورافکن (سپاهان)
- بهترین مدافع میانی: سید جلال حسینی (پرسپولیس) و سیاوش یزدانی (استقلال)
- بهترین هافبک دفاعی: مهدی مهدی‌پور (استقلال) و میلاد سرلک (پرسپولیس)
- بهترین هافبک هجومی: امیرحسین حسین‌زاده (استقلال)
- بهترین گوش راست: مهدی ترابی (پرسپولیس)
- بهترین گوش چپ: وحید امیری (پرسپولیس)
- بهترین مهاجم: گادوین منشا (مس رفسنجان)
- بهترین سرمربی: فرهاد مجیدی (استقلال)
- بهترین بازیکن: وحید امیری (پرسپولیس)
- بهترین داور: بیژن حیدری
- بهترین تیم: استقلال

### تیم منتخب کارشناسان سال ۱۴۰۰
سرمربی: فرهاد مجیدی
بهترین بازیکن: وحید امیری

### آرای مردمی
- بهترین دروازه بان: سید حسین حسینی (استقلال)
- بهترین مدافع راست: صالح حردانی (استقلال)
- بهترین مدافع چپ: جعفر سلمانی (استقلال)
- بهترین مدافع میانی: سید جلال حسینی (پرسپولیس) و سیاوش یزدانی (استقلال)
- بهترین هافبک دفاعی: مهدی مهدی‌پور (استقلال) و زبیر نیک‌نفس (استقلال)
- بهترین هافبک هجومی: امیرحسین حسین‌زاده (استقلال)
- بهترین گوش راست: کوین یامگا (استقلال)
- بهترین گوش چپ: وحید امیری (پرسپولیس)
- بهترین مهاجم: مهدی عبدی (پرسپولیس)
- بهترین سرمربی: فرهاد مجیدی (استقلال)
- بهترین بازیکن: سیاوش یزدانی (استقلال)
- بهترین تیم: استقلال

### تیم منتخب مردمی سال ۱۴۰۰
سرمربی: فرهاد مجیدی
بهترین بازیکن: سیاوش یزدانی

## بهترین‌های سال ۱۴۰۱

### آرای کارشناسان
- بهترین دروازه بان: علیرضا بیرانوند (پرسپولیس)
- بهترین مدافع راست: رامین رضاییان (سپاهان)
- بهترین مدافع چپ: امید نورافکن (سپاهان)
- بهترین مدافع میانی: گئورگی گولسیانی (پرسپولیس) و مرتضی پورعلی‌گنجی (پرسپولیس)
- بهترین هافبک دفاعی میانی: رضا اسدی (تراکتور) و روزبه چشمی (استقلال)
- بهترین هافبک هجومی: ریکاردو آلوز (تراکتور)
- بهترین گوش راست: محمد عمری (پرسپولیس)
- بهترین گوش چپ: مهدی قایدی (استقلال)
- بهترین مهاجم: شهریار مغانلو (سپاهان)
- بهترین سرمربی: ژوزه مورایس (سپاهان)
- بهترین بازیکن: علیرضا بیرانوند (پرسپولیس)
- بهترین پدیده: محمد عمری (پرسپولیس)
- بهترین داور: بیژن حیدری

### تیم منتخب کارشناسان سال ۱۴۰۱
سرمربی: ژوزه مورایس
بهترین بازیکن: علیرضا بیرانوند

### آرای مردمی
- بهترین دروازه بان: سید حسین حسینی (استقلال)
- بهترین مدافع راست: کوین یامگا (استقلال)
- بهترین مدافع چپ: وحید امیری (پرسپولیس)
- بهترین مدافع میانی: رافائل سیلوا (استقلال) و مرتضی پورعلی‌گنجی (پرسپولیس)
- بهترین هافبک دفاعی میانی: روزبه چشمی (استقلال) و سینا اسدبیگی (پرسپولیس)
- بهترین هافبک هجومی: آرش رضاوند (استقلال)
- بهترین گوش راست: محمد محبی (استقلال)
- بهترین گوش چپ: مهدی قایدی (استقلال)
- بهترین مهاجم: شهریار مغانلو (سپاهان)
- بهترین سرمربی: ریکاردو ساپینتو (استقلال)
- بهترین بازیکن: روزبه چشمی (استقلال)
- بهترین لژیونر: مهدی طارمی (پورتو)

### تیم منتخب مردمی سال ۱۴۰۱
سرمربی: ریکاردو ساپینتو
بهترین‌ بازیکن: روزبه چشمی

## بهترین های سال ۱۴۰۲

### آرای کارشناسان
- بهترین دروازه‌بان: علیرضا بیرانوند (پرسپولیس)
- بهترین مدافع راست: رامین رضاییان (سپاهان)
- بهترین مدافع چپ: ابوالفضل جلالی (استقلال)
- بهترین مدافع میانی: آرمین سهرابیان (استقلال) و گئورگی گولسیانی (پرسپولیس)
- بهترین هافبک میانی/دفاعی: روزبه چشمی(استقلال) و محمد خدابنده‌لو (پرسپولیس)
- بهترین وینگر چپ: مهدی ترابی (پرسپولیس)
- بهترین وینگر راست: فرشاد احمدزاده (سپاهان)
- بهترین هافبک هجومی: ریکاردو آلوز (تراکتور)
- بهترین مهاجم: شهریار مغانلو (سپاهان)
- بهترین بازیکن: رامین رضاییان (سپاهان)
- بهترین سرمربی: جواد نکونام (استقلال)
- بهترین بازیکن زن: زهرا قنبری
- بهترین پدیده: محمدجواد حسین‌نژاد (سپاهان)
- بهترین لژیونر: مهدی طارمی (پورتو)
- بهترین داور: سید وحید کاظمی

### تیم منتخب سال ۱۴۰۲[۵]
سرمربی: جواد نکونام
بهترین بازیکن: رامین رضاییان

### آرای مردمی
- بهترین دروازه‌بان: سید حسین حسینی (استقلال)
- بهترین مدافع راست: دانیال اسماعیلی‌فر (پرسپولیس)
- بهترین مدافع چپ: ابوالفضل جلالی (استقلال)
- بهترین مدافع میانی: آرمین سهرابیان (استقلال) و محمدحسین کنعانی‌زادگان (پرسپولیس)
- بهترین هافبک میانی/دفاعی: روزبه چشمی (استقلال) و مسعود ریگی (پرسپولیس)
- بهترین وینگر چپ: مهدی ترابی (پرسپولیس)
- بهترین وینگر راست: امید عالیشاه (پرسپولیس)
- بهترین هافبک هجومی: سروش رفیعی (پرسپولیس)
- بهترین مهاجم: عیسی آل‌کثیر (پرسپولیس)
- نکته: در بخش بهترین مهاجم گوستاوو بلانکو از (استقلال) از نظر پیامکی رای بیشتری آورد اما در بخش روبیکا عیسی آل‌کثیر از (پرسپولیس) بهترین مهاجم انتخاب شد.
- بهترین بازیکن: روزبه چشمی (استقلال)
- بهترین سرمربی: جواد نکونام (استقلال)
- بهترین لژیونر: مهدی قایدی (الاتحاد کلبا)

### تیم منتخب سال ۱۴۰۲[۶]
سرمربی: جواد نکونام
بهترین بازیکن: روزبه چشمی

## بهترین های سال ۱۴۰۳

### آرای کارشناسان
- بهترین دروازه‌بان: سید حسین حسینی (استقلال)
- بهترین مدافع راست: رامین رضاییان (استقلال)
- بهترین مدافع چپ: میلاد محمدی (پرسپولیس)
- بهترین مدافع میانی: شجاع خلیل‌زاده (تراکتور) و گئورگی گولسیانی (پرسپولیس)
- بهترین هافبک میانی/دفاعی: دیدیه اندونگ (استقلال) و محمد کریمی (سپاهان)
- بهترین وینگر راست: مهدی هاشم‌نژاد (تراکتور)
- بهترین وینگر چپ: مهدی لیموچی (سپاهان)
- بهترین هافبک هجومی: سروش رفیعی (پرسپولیس)
- بهترین مهاجم: علی علیپور (پرسپولیس)
- بهترین بازیکن: مهدی لیموچی (سپاهان)
- بهترین سرمربی: یحیی گل‌محمدی (فولاد)
- بهترین بازیکن زن: زهرا قنبری
- بهترین سرمربی زن: مرضیه جعفری
- بهترین لژیونر: مهدی طارمی (اینتر میلان)
- بهترین داور: پیام حیدری

### تیم منتخب کارشناسان سال ۱۴۰۳
سرمربی: یحیی گل‌محمدی
بهترین بازیکن: مهدی لیموچی

### آرای مردمی
- بهترین دروازه‌بان: سید حسین حسینی (استقلال)
- بهترین مدافع راست: فرشاد فرجی (پرسپولیس)
- بهترین مدافع چپ: میلاد محمدی (پرسپولیس)
- بهترین مدافع میانی: محمدحسین کنعانی‌زادگان (پرسپولیس) و روزبه چشمی (استقلال)
- بهترین هافبک میانی/دفاعی: دیدیه اندونگ (استقلال) و محمد خدابنده‌لو (پرسپولیس)
- بهترین وینگر راست: امید عالیشاه (پرسپولیس)
- بهترین وینگر چپ: آستان ارونوف (پرسپولیس)
- بهترین هافبک هجومی: سروش رفیعی (پرسپولیس)
- بهترین مهاجم: علی علیپور (پرسپولیس)
- بهترین بازیکن: رامین رضاییان (استقلال)
- بهترین سرمربی: دراگان اسکوچیچ (تراکتور)
- بهترین پدیده: مهدی هاشم‌نژاد (تراکتور)
- بهترین لژیونر: مهدی طارمی (اینتر میلان)

### تیم منتخب مردمی سال ۱۴۰۳
سرمربی: دراگان اسکوچیچ
بهترین بازیکن: رامین رضاییان

### تیم منتخب (مجموع امتیازات آرای کارشناسان و مردمی)
- بهترین دروازه‌بان: سید حسین حسینی (استقلال)
- بهترین مدافع راست: رامین رضاییان (استقلال)
- بهترین مدافع چپ: میلاد محمدی (پرسپولیس)
- بهترین مدافع میانی: شجاع خلیل‌زاده (تراکتور) و گئورگی گولسیانی (پرسپولیس)
- بهترین هافبک میانی/دفاعی: دیدیه اندونگ (استقلال) و محمد خدابنده‌لو (پرسپولیس)
- بهترین وینگر راست: مهدی هاشم‌نژاد (تراکتور)
- بهترین وینگر چپ: مهدی لیموچی (سپاهان)
- بهترین هافبک هجومی: سروش رفیعی (پرسپولیس)
- بهترین مهاجم: علی علیپور (پرسپولیس)
- بهترین بازیکن: علی علیپور (پرسپولیس)
- بهترین سرمربی: دراگان اسکوچیچ (تراکتور)
- بهترین پدیده: مهدی هاشم‌نژاد (تراکتور)
- بهترین لژیونر: مهدی طارمی (اینتر میلان)
- بهترین داور: پیام حیدری

### تیم منتخب سال ۱۴۰۳
سرمربی: دراگان اسکوچیچ
بهترین بازیکن: علی علیپور

## آمار

### بر اساس بازیکن
تا پایان فصل دهم
| تیم منتخب | تیم منتخب             | تیم منتخب  | تیم منتخب      | تیم منتخب |
| #         | نام                   | آرای مردمی | آرای کارشناسان | مجموع     |
| --------- | --------------------- | ---------- | -------------- | --------- |
| 1         | سید مهدی رحمتی        | ۲          |                | ۲         |
| 2         | سید جلال حسینی        | ۷          | ۳              | ۱۰        |
| 3         | محمدحسین کنعانی‌زادگان | ۲          |                | ۲         |
| 4         | رامین رضاییان         | ۳          | ۳              | ۶         |
| 5         | محمد انصاری           | ۲          |                | ۲         |
| 6         | امید ابراهیمی         | ۳          |                | ۳         |
| 7         | کمال کامیابی‌نیا       | ۳          |                | ۳         |
| 8         | جابر انصاری           | ۱          |                | ۱         |
| 9         | محسن مسلمان           | ۱          |                | ۱         |
| 10        | امید عالیشاه          | ۳          |                | ۳         |
| 11        | مهدی طارمی            | ۲          |                | ۲         |
| 12        | لئاندرو پادوانی       | ۱          |                | ۱         |
| 13        | وریا غفوری            | ۵          | ۲              | ۷         |
| 14        | میلاد زکی‌پور          | ۱          |                | ۱         |
| 15        | فرشید اسماعیلی        | ۲          |                | ۲         |
| 16        | وحید امیری            | ۶          | ۲              | ۸         |
| 17        | کاوه رضایی            | ۱          |                | ۱         |
| 18        | سید حسین حسینی        | ۵          | ۲              | ۷         |
| 19        | روزبه چشمی            | ۳          | ۲              | ۵         |
| 20        | امید نورافکن          | ۱          | ۳              | ۴         |
| 21        | داریوش شجاعیان        | ۱          |                | ۱         |
| 22        | سرور جباروف           | ۱          |                | ۱         |
| 23        | علی علیپور            | ۳          | ۱              | ۴         |
| 24        | علیرضا بیرانوند       | ۱          | ۲              | ۳         |
| 25        | محمد دانشگر           | ۱          |                | ۱         |
| 26        | فرشید باقری           | ۱          |                | ۱         |
| 27        | سیامک نعمتی           | ۱          |                | ۱         |
| 28        | آیاندا پاتوسی         | ۱          |                | ۱         |
| 29        | پیام نیازمند          | ۱          | ۱              | ۲         |
| 30        | شجاع خلیل‌زاده         | ۲          | ۲              | ۴         |
| 31        | محمد نادری            | ۱          | ۱              | ۲         |
| 32        | احمد نوراللهی         | ۲          | ۲              | ۴         |
| 33        | علی کریمی             | ۱          | ۱              | ۲         |
| 34        | مهدی ترابی            | ۳          | ۳              | ۶         |
| 35        | شیخ دیاباته           | ۱          | ۱              | ۲         |
| 36        | مهدی قایدی            | ۲          | ۳              | ۵         |
| 37        | حامد لک               | ۱          | ۱              | ۲         |
| 38        | موسی کولیبالی         |            | ۱              | ۱         |
| 39        | مسعود ریگی            | ۲          | ۱              | ۳         |
| 40        | محمدرضا حسینی         |            | ۱              | ۱         |
| 41        | طالب ریکانی           |            | ۱              | ۱         |
| 42        | سجاد شهباززاده        |            | ۱              | ۱         |
| 43        | سیاوش یزدانی          | ۲          | ۱              | ۳         |
| 44        | سعید آقایی            | ۱          |                | ۱         |
| 45        | عیسی آل‌کثیر           | ۲          |                | ۲         |
| 46        | دانیال اسماعیلی‌فر     | ۱          | ۱              | ۲         |
| 47        | مهدی مهدی‌پور          | ۱          | ۱              | ۲         |
| 48        | میلاد سرلک            |            | ۱              | ۱         |
| 49        | امیرحسین حسین‌زاده     | ۱          | ۱              | ۲         |
| 50        | گادوین منشا           |            | ۱              | ۱         |
| 51        | صالح حردانی           | ۱          |                | ۱         |
| 52        | جعفر سلمانی           | ۱          |                | ۱         |
| 53        | زبیر نیک‌نفس           | ۱          |                | ۱         |
| 54        | کوین یامگا            | ۲          |                | ۲         |
| 55        | مهدی عبدی             | ۱          |                | ۱         |
| 56        | مرتضی پورعلی‌گنجی      | ۱          | ۱              | ۲         |
| 57        | گئورگی گولسیانی       | ۱          | ۳              | ۴         |
| 58        | رضا اسدی              |            | ۱              | ۱         |
| 59        | محمد عمری             |            | ۱              | ۱         |
| 60        | ریکاردو آلوز          |            | ۲              | ۲         |
| 61        | شهریار مغانلو         | ۱          | ۲              | ۳         |
| 62        | رافائل سیلوا          | ۱          |                | ۱         |
| 63        | سینا اسدبیگی          | ۱          |                | ۱         |
| 64        | آرش رضاوند            | ۱          |                | ۱         |
| 65        | محمد محبی             | ۱          |                | ۱         |
| 66        | ابوالفضل جلالی        | ۱          | ۱              | ۲         |
| 67        | آرمین سهرابیان        | ۱          | ۱              | ۲         |
| 68        | محمد خدابنده‌لو        |            | ۱              | ۱         |
| 69        | فرشاد احمدزاده        |            | ۱              | ۱         |
| 70        | سروش رفیعی            | ۲          | ۱              | ۳         |
| 71        | میلاد محمدی           | ۱          | ۱              | ۲         |
| 72        | دیدیه اندونگ          | ۱          | ۱              | ۲         |
| 73        | محمد خدابنده‌لو        | ۱          | ۱              | ۲         |
| 74        | مهدی هاشم‌نژاد         | ۱          | ۱              | ۲         |
| 75        | مهدی لیموچی           | ۱          | ۱              | ۲         |

### بر اساس تیم
تا پایان فصل دهم
| تیم منتخب | تیم منتخب  | تیم منتخب  | تیم منتخب      | تیم منتخب |
| #         | تیم        | آرای مردمی | آرای کارشناسان | مجموع     |
| --------- | ---------- | ---------- | -------------- | --------- |
| 1         | استقلال    | ۵۷         | ۲۰             | ۷۷        |
| 2         | نفت تهران  | ۱          |                | ۱         |
| 3         | ملوان      | ۱          |                | ۱         |
| 4         | پرسپولیس   | ۴۹         | ۳۱             | ۸۰        |
| 5         | سپاهان     | ۲          | ۱۵             | ۱۷        |
| 6         | فولاد      |            | ۲              | ۲         |
| 7         | صنعت نفت   |            | ۱              | ۱         |
| 8         | مس رفسنجان |            | ۱              | ۱         |
| 9         | تراکتور    | ۱          | ۶              | ۷         |

### بر اساس ملیت
تا پایان فصل دهم
| تیم منتخب | تیم منتخب     | تیم منتخب  | تیم منتخب      | تیم منتخب |
| #         | ملیت          | آرای مردمی | آرای کارشناسان | مجموع     |
| --------- | ------------- | ---------- | -------------- | --------- |
| 1         | ایران         | ۱۰۱        | ۵۷             | ۱۵۸       |
| 2         | برزیل         | ۲          |                | ۲         |
| 3         | ازبکستان      | ۱          |                | ۱         |
| 4         | آفریقای جنوبی | ۱          |                | ۱         |
| 5         | مالی          | ۱          | ۲              | ۳         |
| 6         | نیجریه        |            | ۱              | ۱         |
| 7         | فرانسه        | ۲          |                | ۲         |
| 8         | گرجستان       | ۱          | ۳              | ۴         |
| 9         | پرتغال        |            | ۲              | ۲         |
| 10        | گابن          | ۱          | ۱              | ۲         |

### بر اساس سرمربی
تا پایان فصل دهم
| # | نام               | آرای مردمی | آرای کارشناسان | مجموع |
| - | ----------------- | ---------- | -------------- | ----- |
| 1 | برانکو ایوانکوویچ | ۳          |                | ۳     |
| 2 | علیرضا منصوریان   | ۱          |                | ۱     |
| 3 | یحیی گل‌محمدی      | ۲          | ۳              | ۵     |
| 4 | فرهاد مجیدی       | ۱          | ۱              | ۲     |
| 5 | ژوزه مورایس       |            | ۱              | ۱     |
| 6 | ریکاردو ساپینتو   | ۱          |                | ۱     |
| 7 | جواد نکونام       | ۱          | ۱              | ۲     |
| 8 | دراگان اسکوچیچ    | ۱          |                | ۱     |

## یادداشت
1. ↑  فصل اول: (۱۳ قسمت)
فصل دوم: (۱۳ قسمت)
فصل سوم: (۱۴ قسمت)
فصل چهارم: (۱۵ قسمت)
فصل پنجم: (۱۶ قسمت)
فصل ششم: (۱۳ قسمت)
فصل هفتم: (۱۲ قسمت)
فصل هشتم: (۱۳ قسمت)
فصل نهم: (۱۳ قسمت)
فصل دهم: (۱۵ قسمت)